# Malaïa Kokchaga
La Malaïa Kokchaga (en mari : Изи Какшан, Izi Kakšan ; en russe : Малая Кокша́га, « Petite Kokchaga ») est une rivière, qui arrose la république des Maris et traverse sa capitale, Iochkar-Ola. Elle se jette dans la Volga à la hauteur du réservoir de Kouïbychev, près de Kokchaïsk. 

## Géographie
La rivière est longue de 194 km et son bassin versant s'étend sur 5 160 km2. Son débit est de 30 m3/s. La Malaïa Kokchaga a principalement un régime nival. Elle est gelée de novembre à avril. 

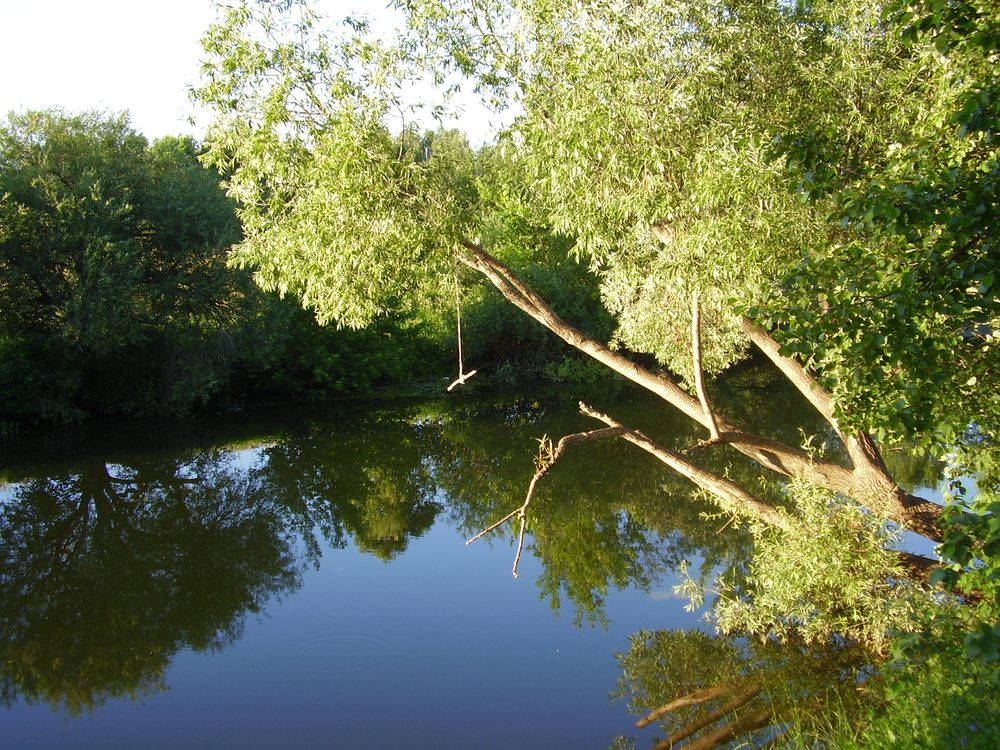
La Malaïa Kokshaga près de Iochkar-Ola.